# 营盘镇 (柞水县)
营盘镇，是中华人民共和国陕西省商洛市柞水县下辖的一个乡镇级行政单位。
2015年，陕西省民政厅批复同意撤销丰北河镇，并入营盘镇。

## 行政区划
营盘镇下辖以下地区：
营镇村、药王堂村、安沟村、龙潭村、杨四庙村、朱家湾村、秦丰村、中华村、新丰村、丰河村、宽沟村、曹店村、安沟村、北河村和土桥村。

## 世界最佳旅游乡村
2024年11月15日，朱家湾村被联合国旅游组织执行委员会列入2024年“最佳旅游乡村”名单。